# Радиша Гојгић
Радиша Гојгић (Кућани, 1883—Пожега, 1968) био је трговац, учесник Балканских ратова и Првог светског рата и носилац Карађорђеве звезде са мачевима.
Рођен је 28. децембра 1883. године у Кућанима, засеоку Негбине, одакле су га родитељи послали у Пожегу на трговачки занат и где је отворио своју радњу и постао угледан трговац. За време Балканских ратова и током Првог светског рата, поготово за време пробоја Солунског фронта, Радиша се посебно истакао својом храброшћу. На положају Црна чука, док се пео уз брег задобио је четири тешке ране, после којих кад су се зацелиле остао трајно неспособан.
У Пожегу се вратио као ратни инвалид и умро је 1968. године као поштовани ратник и угледан грађанин Пожеге.

## Одликовања и споменице
- Сребрни Орден Карађорђеве звезде са мачевима
- Споменица на рат са Турском 1912.
- Споменица на рат са Бугарском 1913.
- Албанска споменица